# Euroscepticisme
 (juillet 2025).

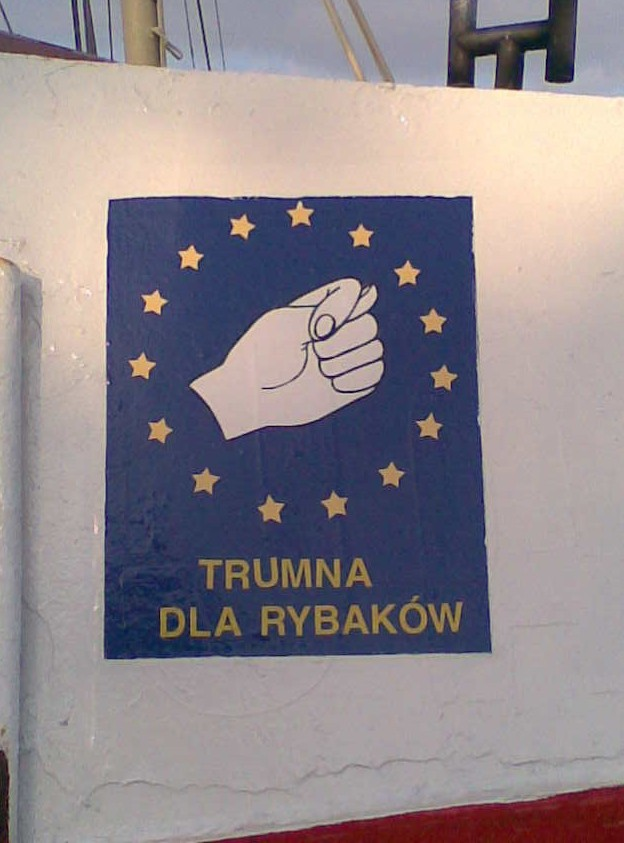
« Trumna dla rybaków », un « cercueil pour les pêcheurs », un signe visible sur les flancs de certains bateaux de pêche polonais pour protester contre l'interdiction de pêcher la morue.

Affiche contre l'Union européenne à Athènes en 2005.

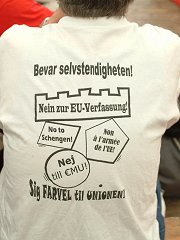
Une protestation multilingue à la Constitution européenne.

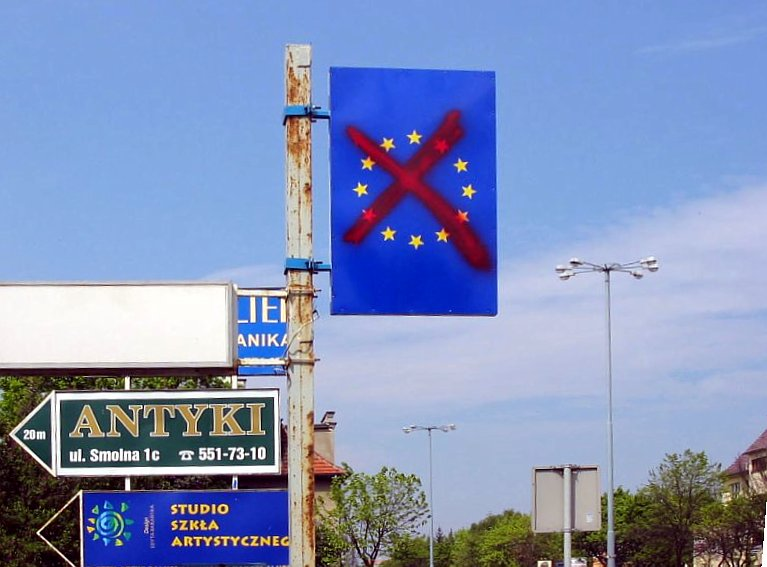
Un exemple d'action eurosceptique, un drapeau de l'UE vandalisé à Sopot en Pologne.

L’euroscepticisme est une attitude critique à l'égard de l'intégration européenne et à l'Union européenne, basée notamment sur un doute quant à sa viabilité ou son utilité,,. De manière encore plus prononcée que les pro-européens, les eurosceptiques ne constituent pas un bloc homogène mais comprennent les « mouvements d’opposition à la construction européenne ». Selon Agnès Alexandre-Collier ce terme est ambigu, allant « de la simple suspicion à l’opposition militante en passant par l’hostilité passive, soulignant que l’euroscepticisme revêt autant de formes qu’il existe de motifs de désapprobation ».
On peut parler également d’europhobie ou d’anti-européanisme pour désigner une opposition franche à l'Union européenne ou à l'intégration européenne, parfois marquée par la volonté de remettre celle-ci en cause, par exemple dans le cadre de projets tels que le Brexit au Royaume-Uni ou le Frexit en France.
Les eurosceptiques s'opposent aux « pro-européens » (partisans du modèle actuel, voire d'une intégration européenne plus accrue, par exemple, le fédéralisme européen) et se différencient des eurocritiques (partisans d'une construction européenne mais sur un autre modèle, par exemple, une Europe des nations dépourvue de transferts importants de la souveraineté nationale).

## Définition de la notion

### Début duXXesiècle: la notion d'«anti-européen»
Au début du XXe siècle, le terme le plus utilisé pour désigner les courants s'opposant à l’unification européenne était celui d'« anti-européen ». Le terme est ainsi utilisé par Richard Coudenhove-Kalergi dans son ouvrage Paneurope, qu'il oppose à celui de « paneuropéen » ; et par Nikolaï Danilevski dans son ouvrage La Russie et l'Europe[source insuffisante].
L'expression fut aussi reprise par le mouvement fasciste italien qui a créé, sous la direction d'Asvero Gravelli, la revue Anti-Europa[source insuffisante]. Le terme dénote l'idée, en Italie fasciste, de rejet des valeurs humanistes, de la démocratie libérale et de la bourgeoisie.

### Apparition de la notion d'euroscepticisme: distinctionhard euroscepticismetsoft euroscepticism
Le terme « euroscepticisme » semble issu du néologisme « euroscepticism » apparu dans la presse britannique. Il désigne alors ceux opposés à la construction européenne au sein du Parti conservateur.
L'universitaire Agnès Louis souligne qu'un ensemble d’auteurs, tels que Bernard Bruneteau, « récusent le concept d’euroscepticisme, dans la mesure où celui-ci écraserait la variété, culturelle et idéologique, des « résistances » à l’Union ». Une typologie de l'euroscepticisme a été proposée par Aleks Szczerbiak et Paul A. Taggart afin d'identifier les courants le formant. Ils ont ainsi distingué le hard euroscepticism et le soft euroscepticism.
Pour eux, la notion de hard euroscepticism est définie comme « un principe d'opposition à l'Union européenne et à l'intégration européenne et qui est, par conséquent, visible dans les partis qui considèrent que leurs pays devraient se retirer de l'Union, ou dont les politiques envers l'UE équivalent à être opposé à l'ensemble du projet d'intégration européenne telle que conçu actuellement ». La notion peut se traduire par l'expression « euroscepticisme dur » et inclure des éléments tels que l'« europhobie » ou la « xénophobie ».
La notion de soft euroscepticism est, quant à elle, définie comme « un principe qui ne s'oppose pas à l'intégration européenne ou à l'adhésion à l'Union européenne mais dans lequel les doutes liés à certaines politiques conduisent à l'expression d'une opposition nuancée à l'Union, ou dans lequel l'« intérêt national » est ressenti comme étant pour le moment en désaccord avec la trajectoire de l'Union ». Cette dernière notion se traduit par l'expression d'« euroscepticisme modéré », et peut inclure des éléments tels que la « non‑intégration », l'« euroréalisme », le « populisme », l'« ennui européen » ou la critique de l'UE.
L'emploi de hard euroscepticism est critiqué en ce que les politologues ont constaté, en France, lors des débats sur le traité de Maastricht, que l'opposition au traité ne se matérialisait pas systématiquement par de l'« anti-européisme », mais parfois par la volonté d'une autre Europe. Ainsi, les gaullistes étaient « pour » l'Europe de l'Atlantique à l'Oural, l'extrême droite « pour » une Europe des nations et des patries, et ces courants manifestaient donc un soft euroscepticism,. La notion d'euroscepticisme peut être rapprochée de celle de souverainisme, apparue dans les années 1996-1997 en France. Celle-ci fut utilisée par des associations en lutte contre les traités de Maastricht et d’Amsterdam pour ne pas être qualifiées d'« anti-européennes ».

### Autre tentative de définition de l'euroscepticisme: un idéal-type
Petr Kopecky et Cas Mudde ont proposé, en 2002, une autre classification de l'euroscepticisme. Cette classification prend la forme d'un tableau aux paramètres suivant : europhile, europhobe d'une part ; et EU-optimist et EU-pessimist d'autre part. Ces deux derniers paramètres se définissent ainsi :
- la position de EU-optimist est définie comme étant la position de ceux soutenant l'UE telle qu'elle a été mise en œuvre et qu'elle est dirigée. Selon leur définition, une attitude critique envers une certaine politique de l'Union européenne ne disqualifie pas le parti de sa position de EU-optimist. Dès lors que le parti accepte l'actuelle structure de l'UE dans son ensemble, il est dans cette catégorie[N 6],[13].
- la position de EU-pessimist au contraire est la position de ceux qui ne soutiennent pas la forme actuelle de l'UE ou sont pessimistes sur ses développements. Cela ne veut pas dire, pour autant, qu'un EU-pessimist s'oppose à l'adhésion. Il peut s'agir simplement d'une opposition au développement de l'UE, contraire à leur propre interprétation de l'idée d'intégration européenne[13].

En combinant ces quatre paramètres, quatre idéaux-types apparaissent :
- les euroenthusiasts : les partis ou groupes qui combinent les europhiles et EU-optimists. Ils soutiennent l'idée générale d'intégration européenne et croit que l'UE en est l'incarnation[13].
- les eurosceptics : les partis ou groupes combinant les europhiles et EU-pessimists. Ils soutiennent l'idée générale d'intégration européenne mais sont pessimistes sur les développements de l'UE par rapport à leur opinion de l'intégration[13].
- les europragmatists : ils regroupent les europhobes et les EU-optimists. Ils ne soutiennent pas l'idée d'intégration européenne à la base de l'UE (sans nécessairement s'y opposer), mais soutiennent l'UE[13].
- les eurorejects : ils sont à la fois europhobes et EU-pessimists, ne soutiennent ni l'UE ni l'intégration européenne[13].

Petr Kopecky et Cas Mudde soulignent cependant qu'il s'agit d'idéaux-types et que la notion d'« euroscepticisme » en soi est floue en ce qu'elle correspond à différentes visions de l'UE et de l'intégration européenne. Ils soutiennent cependant que l'europhilie sous-tend l'euroscepticisme.
Cependant, Ümit Yazmaci souligne que le concept d'euroscepticisme, dans son acception commune, n'est pas aussi restrictif que celui proposé par Petr Kopecky et Cas Mudde. Il considère, ainsi, que le « concept même d’euroscepticisme est promptement contesté en tant qu’instrument conceptuel pour ne pas avoir entièrement expliqué tous les aspects et les formes polymorphes des oppositions à l’intégration européenne ».

### Neutralités des termes employés
Pour Ingrid Riocreux, universitaire spécialiste de rhétorique et stylistique, l'usage du terme « europhobe », au rebours de ce que pense la plupart des journalistes, n'est pas du registre de l'information, mais de celui du jugement. En effet, la connotation péjorative du suffixe « -phobe » suscite une forme de répulsion. Elle montre que les mots en « -phobe » sont davantage des mots de lobbies ou de militants visant à discréditer de manière commode les opposants à une cause qu'ils défendent que des mots neutres et impartiaux.

## Positionnement
Les arguments mis en avant par les eurosceptiques reposent sur plusieurs aspects : politique, économique ou encore culturel.
En matière politique, les eurosceptiques considèrent que l'intégration européenne se fait sans la volonté des peuples (et font, à ce titre, référence au traité de Lisbonne). À cela, s'ajoute l'abstention aux élections européennes. Par ailleurs, les eurosceptiques considèrent qu'il y a un abandon de la souveraineté nationale dans l'intégration européenne.
En matière économique, les eurosceptiques critiquent notamment la création de l'euro, les politiques économiques menées par la BCE ou le caractère libéral de l'Union.
Sur le plan culturel, l'harmonisation menée au niveau du processus législatif (notamment dans le cadre de l'adoption de règlements) est critiquée par les eurosceptiques car ils considèrent que cela gomme les différences nationales.
Certains mouvements et responsables eurosceptiques de droite (Rassemblement national, Mouvement pour la France, Nicolas Dupont-Aignan en France, Ligue du Nord en Italie, Jobbik en Hongrie, Alliance civique démocratique en République tchèque, Parti de la Grande Roumanie, Ligue des familles polonaises) reconvertissent les arguments antisoviétiques pour critiquer l'Union européenne, comparée à l'URSS « pour son autoritarisme et le poids de sa bureaucratie ».

## Euroscepticisme en Union européenne

### Au niveau européen

#### Opinion publique européenne
De 1983 à 2011, l'Eurobaromètre a sondé l'opinion publique afin de déterminer si celle-ci considérait que l'appartenance à l'UE avait été un plus pour leur État membre. En avril 1990, en mars 1991 et en mai 2007, 59 % des sondés considéraient que leur État avait bénéficié de l'adhésion. À l'inverse, le pourcentage de personnes considérant que leur État n'avait pas bénéficié de l'adhésion est monté jusqu'à 39 % en 2010,.
L'Eurobaromètre indique que, à la question de savoir si les citoyens européens éprouveraient de « grands regrets », un « vif soulagement », ou de l'« indifférence » en cas d'abandon de l'Union européenne, environ 80 % d'entre eux hésitent entre le « grand regret » et l'« indifférence ».

#### Tableau des partis politiques européens eurosceptiques
La France est le seul État de l’Union européenne à avoir toujours été représenté au sein des partis politiques européens eurosceptiques.

### Au niveau des États membres

#### Opinions publiques
À la question de savoir si l’appartenance à l'Union européenne est un gaspillage d'argent, 50 % des Autrichiens pensent que c'est le cas (- 4 points par rapport à l’automne 2012), 40 % des Suédois partagent cet avis (- 4 points par rapport à l’automne 2012) ainsi que 38 % des Tchèques (+ 2 points par rapport à l’automne 2012).
L'opinion des européens quant à la direction prise par l'UE varie en fonction des États membres. Dans 21 États, les citoyens européens considèrent que la situation prise par l'UE est négative (contre 20 pour la situation prise par un État en particulier). Parmi ces États, les plus fortes opinions négatives enregistrées le sont en Grèce (71 %), à Chypre (62 %) et au Luxembourg (61 %). À l'inverse, les opinions négatives sur la direction prise par l’UE sont les plus faibles en Bulgarie (13 %) en Lituanie (20 %) et à Malte (22 %). Sans être positive, les plus fortes progressions des opinions négatives sur la direction prise par l'UE sont aux Pays-Bas (+ 8 points à 56 % ; tandis que les opinions positives gagnent aussi 13 points à 32 %) et en Slovénie (+ 6 points d'opinion négative à 48 % ; tandis que les opinions positives perdent 7 points à 19 %).
En Croatie, le dernier État adhérent, l'opinion publique était, avant l’adhésion, majoritairement en faveur avec 38 % des sondés considérant cela comme une bonne chose, 24 % comme une mauvaise chose, et 35 % ne se prononçant pas.

#### Mouvements eurosceptiques par États membres
D'après une étude de Szczerbiak et Taggart datant de 2002 (certains partis ayant depuis changé de nom), ainsi que quelques ajouts ultérieurs, les partis eurosceptiques des États membres sont résumés dans ce tableau.
|                    | Euroscepticisme dur | Euroscepticisme modéré | Autres                                                 |
| ------------------ | --- | --- | ------------------------------------------------------ |
| Allemagne          | Les Républicains Parti national-démocrate Alternative pour l'Allemagne, Citoyens en colère                                           | |                                                        |
| Autriche           | | Parti de la liberté, Alliance pour l'avenir de l'Autriche |                                                        |
| Belgique           | Vlaams Belang, Front national, | Nieuw-Vlaamse Alliantie Parti populaire | Parti du travail de Belgique (pour une Europe sociale) |
| Bulgarie           | Union nationale Attaque VMRO - Mouvement national bulgare Bulgarie sans censure                                                      | |                                                        |
| Chypre             | Front populaire national | Mouvement solidarité Comité pour le rassemblement de la gauche radicale |                                                        |
| Croatie            | Parti croate du Droit - Ante Starčević Parti croate du Droit                                                                         | Bouclier humain |                                                        |
| Danemark           | Mouvement populaire contre l'Union européenne Mouvement de juin Parti populaire danois Liste de l'unité Parti du progrès             | Parti populaire socialiste |                                                        |
| Espagne            | Parti communiste des peuples d'Espagne                                                                                               | Podemos Vox | Candidature d'unité populaire (en Catalogne)           |
| Estonie            | Parti de l'indépendance | Parti du centre, Parti populaire conservateur d'Estonie |                                                        |
| Finlande           | Parti communiste de Finlande | Vrais Finlandais, Chrétiens-démocrates |                                                        |
| France             | Les Patriotes Union populaire républicaine                                                                                           | Debout la France Lutte ouvrière Mouvement pour la France Nouveau Parti anticapitaliste[réf. nécessaire] Parti communiste français Parti de gauche[réf. nécessaire] Rassemblement pour la France et l'indépendance de l'Europe Rassemblement national, | La France insoumise Ligue du Sud[réf. nécessaire]      |
| Grèce              | Unité populaire Alerte populaire orthodoxe Mouvement Je ne paie pas Grecs indépendants ANTARSYA Aube dorée Parti communiste de Grèce | Mouvement démocratique social Printemps Politique Synaspismós | SYRIZA                                                 |
| Hongrie            | Mouvement Notre patrie | Fidesz Jobbik | La politique peut être différente                      |
| Irlande            | | Parti vert, Parti socialiste Sinn Féin |                                                        |
| Italie             | Ligue du Nord | Mouvement 5 étoiles Front Populaire Italie Frères d'Italie - Alliance nationale | Forza Italia                                           |
| Lettonie           | Pour la patrie et la liberté | |                                                        |
| Lituanie           | | Union du centre |                                                        |
| Luxembourg         | | Parti réformiste d'alternative démocratique La Gauche Parti politique réformé |                                                        |
| Malte              | | EUD Malta Parti travailliste |                                                        |
| Pays-Bas           | | Gauche verte Parti socialiste Parti pour la liberté Union chrétienne |                                                        |
| Pologne            | Autodéfense de la république de Pologne Ligue des familles polonaises Congrès de la Nouvelle droite                                  | Droit et justice Pologne solidaire |                                                        |
| Portugal           | Parti communiste portugais, Bloc de gauche                                                                                           | Les Verts |                                                        |
| République tchèque | Parti communiste de Bohême et Moravie, Association pour la République-Parti républicain tchèque,                                     | Parti démocratique civique, |                                                        |
| Roumanie           | | Parti social-démocrate Alliance pour l'unité des Roumains |                                                        |
| Royaume-Uni        | Parti pour l'indépendance du Royaume-Uni,                                                                                            | Parti conservateur, | Parti travailliste,.                                   |
| Slovaquie          | Parti populaire « Notre Slovaquie » Parti national slovaque                                                                          | |                                                        |
| Slovénie           | | Parti national slovène |                                                        |
| Suède              | Parti de gauche Parti des Verts | Parti du centre Parti social-démocrate Liste de juin |                                                        |

Au Royaume-Uni, ancien Etat-membre de l'Union européenne, la force de l'euroscepticisme au sein de l'opinion publique a été illustrée par le résultat du référendum du 23 juin 2016, aboutissant au Brexit.
En France, Etat-membre fondateur, deuxième puissance démographique et économique, et première puissance militaire de l'Union européenne, l'euroscepticisme apparaît profondément ancré au sein de l'opinion publique. Ce constat est régulièrement illustré tant par les enquêtes d'opinion que par les résultats d'élections. Après s'être prononcés à une courte majorité en faveur de la ratification du Traité de Maastricht, en 1992, les électeurs français ont rejeté à une nette majorité, en 2005, le projet de constitution européenne, portant un coup d'arrêt à son adoption. Une enquête d'opinion conduite en 2019 a mis en évidence que s'ils étaient de nouveau appelés à se prononcer sur ces deux traités, les électeurs français les rejetteraient massivement. Plus récemment, lors du premier tour de l'élection présidentielle d'avril 2022, 60,96% des suffrages exprimés se sont portés sur des candidats considérés comme eurosceptiques.

## Euroscepticisme hors Union européenne

### Dans les États candidats
Il y a six États candidats reconnus : l'Albanie, la Bosnie-Herzégovine, la Macédoine du Nord, le Monténégro, la Serbie et la Turquie. Dans le cadre des différentes procédures d'adhésion, l'Eurobaromètre sonde régulièrement les habitants de ces États candidats afin de déterminer le soutien à l'appartenance dans ces États ainsi que le bénéfice attendu de l'adhésion.

#### Opinions publiques dans les États candidats
L'adhésion à l’UE est vue positivement dans la plupart des États candidats à l’exception de l’Islande : 42 % des sondés considèrent que ce serait une mauvaise chose (- 2 points par rapport à l’automne 2012), contre 24 % d'avis positifs (- 2 points par rapport à l’automne 2012) et 29 % qui ne sait pas (+ 6 points% par rapport à l’automne 2012).
La Macédoine du Nord est l’État où l'opposition à l'adhésion est la plus faible, avec seulement 16 % d'opinions négatives (+ 2 points par rapport à l'automne 2012). Elle est suivie de près par le Monténégro, ou il n'y a que 17 % d'opinions négatives à l'adhésion (+ 4 points par rapport à l'automne 2012). En Serbie et en Turquie l'opposition à l'adhésion diminue : respectivement 21 % et 31 % avec une baisse, dans les deux cas, de deux points par rapport à l'automne 2012,.
La Macédoine du Nord et le Monténégro sont les deux États candidats aux opinions négatives les plus basses avec, tous deux, 25 % d'opinions négatives,.

#### Positions des acteurs politiques des États candidats

##### Macédoine du Nord
Les acteurs politiques macédoniens sont globalement tous en faveur de l'intégration européenne et de l'adhésion à l'Union européenne. En revanche, leurs opinions s'opposent sur les réformes qui doivent être menées en premier dans le cadre du processus d’adhésion.

##### Monténégro
À l'instar des partis politiques macédoniens, les principaux partis politiques monténégrins sont en faveur de l'adhésion à l'Union européenne.

##### Serbie
Parmi les partis eurosceptiques serbes se trouvent le Parti radical, le Parti démocratique serbe.

##### Turquie
La perception de l'euroscepticisme, en Turquie, est plus négative et péjorative qu'ailleurs. En effet, le terme y est perçu comme étant proche du mot « kızılelmacı » désignant ceux qui sont favorables à la coopération entre l’extrême-droite et l’extrême-gauche ultra-nationaliste. En effet, les hommes politiques soutenant l'Europe et la modernisation ne veulent pas être qualifiés. Ils adoptent un terme offensif en qualifiant l'Union européenne de « turco-sceptique ».
L'euroscepticisme turc, tant dans l'opinion publique que politique, repose notamment sur l'opposition au processus de démocratisation à l'européenne, portant atteinte au kémalisme,. De même, l'Union européenne est perçue comme soutenant le séparatisme kurde,. Ce sont ces positions qui sont notamment reprises par le parti d'action nationaliste dans son programme :

« La continuation des négociations dépend des conditions de l'Union européenne, lesquelles ne doivent pas heurter l'intérêt national de la Turquie sur les sujets cruciaux tel que l'unité et l'intégrité nationale de la Turquie, la terreur et le séparatisme : Chypre, la Grèce, et l'Arménie, et le rejet de toute approche autre que la pleine adhésion à l'Union, constituent la base de notre politique. »

— Programme du parti - « relations avec l'Union »

### Dans les États tiers

#### Euroscepticisme en Islande
En Islande, à la suite des élections parlementaires d'avril 2013, un gouvernement formé par le Parti de l'indépendance et le Parti du progrès arrive au pouvoir avec Sigmundur Davíð Gunnlaugsson (PP) comme Premier ministre. Au 22 mai 2013, la coalition décide d'arrêter les négociations d'adhésion du pays à l'Union européenne jusqu'à ce qu'un référendum soit organisé sur la poursuite du processus d'adhésion. Le 12 septembre 2013, le ministre des Affaires étrangères islandais Gunnar Bragi Sveinsson annonce avoir suspendu pour toute la durée de la législature les négociations d'adhésion à l'UE.
Outre le Parti de l'indépendance, les autres partis eurosceptiques sont le Mouvement des verts et de gauche et le Parti libéral.
En matière de conséquences envisagées si l'adhésion était effective, l'Islande reste l’État au pourcentage d'opinion négative le plus élevé avec 57 % (inchangé depuis l'automne 2012).

#### Euroscepticisme en Norvège
L'adhésion de la Norvège à l'UE a été rejetée à la suite de deux référendums : en 1972 et en 1994.
Le Parti du centre, le Parti populaire chrétien, le Parti socialiste de gauche, le parti Rouge et le Venstre étaient contre l'adhésion lors de ces deux référendums. Les partis du centre, rouge et socialiste de gauche sont toujours contre l'adhésion. En revanche, le Venstre, le Parti du progrès et Les Verts n'ont pas pris position.

#### Euroscepticisme en Suisse
En Suisse, seuls les partis de gauche soutiennent l'adhésion à l'Union européenne. Selon plusieurs sondages réalisés en 2011 et 2012, moins de 20 % des Suisses sont pour l'adhésion.